# Strobilanthes andamanensis
Strobilanthes andamanensis är en akantusväxtart som beskrevs av Norman Loftus Bor. Strobilanthes andamanensis ingår i släktet Strobilanthes och familjen akantusväxter. Inga underarter finns listade i Catalogue of Life.